# شوبرت (نبراسکا)
شوبرت(به انگلیسی: Shubert) شهری در ایالت نبراسکا کشور ایالات متحده آمریکا است که جمعیت آن در سرشماری سال ۲۰۱۰ میلادی، ۱۵۰ نفر بوده‌است.